# Paypayrola grandiflora
Paypayrola grandiflora är en violväxtart som beskrevs av Louis René Tulasne. Paypayrola grandiflora ingår i släktet Paypayrola och familjen violväxter. Inga underarter finns listade i Catalogue of Life.